# A Time to Live, a Time to Die
A time to live, a time to die (童年往事S, Tóngnián wǎngshìP) è un film del 1985 diretto dal regista Hou Hsiao-Hsien.

## Trama
Taiwan, anni '50 e '60 del Novecento; Ah Hsiao, detto Ah Ha, cresce con i tre fratelli e la sorella nell'isola dove il padre (Tien) si è trasferito dalla Cina. La nonna sogna sempre di tornare in patria, il padre muore presto, poi toccherà anche alla madre e alla stessa nonna. Attingendo dichiaratamente all'autobiografia (il regista firma la sceneggiatura con Chu Tien-wen), Hou racconta un'infanzia e un'adolescenza come tante altre, in cui la storia di Taiwan scorre in modo solo apparentemente indolore. Una giovinezza punteggiata da bravate, lotte tra bande, innamoramenti platonici e momenti di tenerezza, segnata irrimediabilmente da tre morti che appaiono man mano più inaspettate, ma anche accettate sempre più fatalisticamente.

## Produzione
Hou addiziona episodio su episodio esaltandone la loro contrapposizione, dando forza al tema della vita che va avanti malgrado tutto. Il suo stile visivo è fatto di inquadrature senza un centro focale, piani-sequenza in cui i personaggi si perdono nell'ambiente o seguono traiettorie imprevedibili, sfuggendo sempre all'occhio che li guarda.